# Jako
A Jako AG egy 1989-ben alapított német professzionális sportruházati márka, melynek központja Németországban van Hollenbach városában, Baden-Württemberg tartományban. A céget Rudi Sprügel és testvére alapította  1989-ben Stachenhausen városában. A Jako nemzetközi szinten képviselteti magát labdarúgás, kézilabda, kosárlabda és jégkorong csapatsportágakban.

## Szponzoráció
A Jako több európai és ázsiai nemzeti labdarúgó válogatott hivatalos sportfelszerelés szállítója.

### Labdarúgó nemzeti válogatottak
- Örményország nemzeti válogatottja
- Jordánia nemzeti válogatottja
- Luxemburg nemzeti válogatottja
- Moldova nemzeti válogatottja

### Labdarúgó klubcsapatok
Magyarország
- Paksi FC
- Kecskeméti TE
- Tatabánya FC
- Gyirmót FC
- Budai FC
- Puskás Ferenc Labdarúgó Akadémia

Anglia
- Leamington F.C.

Ausztria
- FC Wacker Innsbruck
- SK Sturm Graz
- SC Rheindorf Altach
- WAC St. Andrä
- TSV Hartberg

Belgium
- KAA Gent
- R.A.E.C. Mons
- Beerschot AC
- Lierse SK
- RS Waasland
- RE Virton

Bosznia-Hercegovina
- NK Široki Brijeg
- FK Olimpic Sarajevo
- NK GOŠK Gabela

Bulgária
- Nesebar
- Svetkavitsa Targovishte
- Montana

Dél-Korea
- Sangju Sangmu Phoenix
- FC Anyang
- Chuncheon FC
- Paju Citizen FC

Fehéroroszország
- FK Homel

Grúzia
- FC Baia Zugdidi
- FC Dila Gori
- FC Merani Martvili
- FC Torpedo Kutaisi

Hollandia
- sc Heerenveen
- FC Volendam
- FC Emmen

Hongkong
- Citizen AA

Horvátország
- HNK Šibenik
- HNK Cibalia
- NK Zadar

Izland
- Breiðablik UBK
- FH Hafnarfjörður

Írország
- Sligo Rovers FC

Jordánia
- Al-Arabi (Irbid)
- Al-Ramtha SC

Lengyelország
- GKS Katowice
- Górnik Leczna
- Górnik Polkowice
- Leśnik Margonin
- Zawisza Bydgoszcz
- Szczakowianka Jaworzno

Lettország
- Skonto FK

Németország
- Hannover 96
- FC Augsburg
- Eintracht Frankfurt
- SpVgg Greuther Fürth
- SSV Jahn Regensburg
- FC Rot-Weiß Erfurt
- SC Pfullendorf
- Wormatia Worms
- VFC Plauen
- Rot Weiss Ahlen
- 1. FC Eintracht Bamberg
- 1. FFC Turbine Potsdam

Örményország
- FC Ararat Yerevan

Suriname
- Inter Moengotapoe

Szaúd-Arábia
- Al Taawon
- Al Faisaly

Szerbia
- FK Javor Ivanjica
- FK Sloboda Užice

Szlovákia
- FC Nitra
- FK Puchov

Svájc
- FC St. Gallen
- FC Schaffhausen
- FC Winterthur
- BSC Young Boys

Üzbegisztán
- Bunyodkor PFK